# Oxalis hedysaroides
Oxalis hedysaroides là một loài thực vật có hoa trong họ Chua me đất. Loài này được Kunth mô tả khoa học đầu tiên năm 1821.